# Các khoản phải thu
Các khoản phải thu, (accounts receivable, viết tắt là AR hoặc A/R) là các khiếu nại có hiệu lực pháp luật đối với khoản thanh toán do một doanh nghiệp nắm giữ đối với hàng hóa được cung cấp hoặc dịch vụ mà khách hàng đã đặt hàng nhưng chưa được thanh toán. Chúng thường ở dạng những hóa đơn do doanh nghiệp lập và được chuyển tới khách hàng để thanh toán trong một khung thời gian đã thỏa thuận. Các khoản phải thu được ghi trong bảng cân đối kế toán như một tài sản. Đây là một trong một loạt các giao dịch kế toán liên quan đến việc lập hóa đơn của khách hàng đối với những hàng hóa và dịch vụ mà khách hàng đã đặt hàng. Những điều này có thể được phân biệt với giấy cam kết nợ phải thu, là khoản nợ được tạo ra thông qua các công cụ pháp lý chính thức được gọi là hối phiếu nhận nợ.

## Tổng quan
Các khoản phải thu thể hiện khoản tiền mà các đơn vị nợ công ty về việc bán sản phẩm hoặc dịch vụ theo hình thức tín dụng. Ở phần lớn các chủ thể kinh doanh, các khoản phải thu thường được thực hiện bằng việc tạo hóa đơn và gửi hóa đơn qua đường bưu điện hoặc điện tử cho khách hàng, đến lượt khách hàng phải thanh toán trong khung thời gian đã định sẵn, gọi là điều kiện tín dụng hoặc điều khoản thanh toán.
- Doanh số mà một doanh nghiệp đã thực hiện
- Số tiền nhận được cho hàng hóa và dịch vụ
- Số tiền nợ cuối tháng khác nhau (con nợ)

Nhóm tài khoản phải thu chịu trách nhiệm nhận tiền thay mặt cho một công ty và áp dụng nó vào số dư đang chờ xử lý hiện tại của họ.
Đội thu tiền và thu ngân là một bộ phận của bộ phận tài khoản phải thu. Trong khi bộ phận thu nợ tìm kiếm con nợ, đội thu ngân áp dụng số tiền nhận được.
Các khoản phải thu có thể ảnh hưởng đến khả năng thanh khoản của công ty, do đó cần phải chú ý đến các chỉ số này. Do đó rủi ro đầu tư phải càng nhỏ càng tốt.

## Điều khoản thanh toán
Ví dụ về thời hạn thanh toán thông thường là Net 30 ngày, nghĩa là khoản thanh toán sẽ đến hạn vào cuối 30 ngày kể từ ngày lập hóa đơn. Con nợ được tự do thanh toán trước ngày đến hạn, các doanh nghiệp có thể chiết khấu khi thanh toán sớm. Các điều khoản thanh toán phổ biến khác bao gồm Net 45, Net 60, và 30 ngày vào cuối tháng. Chủ nợ có thể tính phí thanh toán muộn hoặc lãi suất nếu khoản tiền không được thanh toán vào ngày đến hạn.
Trong thực tế, các điều khoản thường được thể hiện dưới dạng hai phân số, với chiết khấu và thời hạn chiết khấu bao gồm phân số đầu tiên và chữ cái 'n' và thời hạn thanh toán bao gồm phân số thứ hai. Ví dụ, nếu một công ty mua hàng và sẽ nhận được 2% chiết khấu nếu thanh toán trong vòng 10 ngày, trong khi toàn bộ khoản thanh toán đến hạn trong vòng 30 ngày, các điều khoản được hiện thị là 2/10, n/30.
Việc ghi sổ một khoản phải thu được thực hiện bằng một giao dịch kế toán đơn giản; tuy nhiên, quy trình duy trì và thu các khoản thanh toán trên số dư tài khoản phụ phải thu có thể là một đề xuất toàn thời gian. Tùy thuộc vào ngành trong thực tế, các khoản thanh toán phải thu có thể được nhận trong vòng 10 - 15 ngày sau khi đến hạn. Các loại phương thức thanh toán này đôi khi được phát triển theo tiêu chuẩn ngành, chính sách của công ty, hoặc do điều kiện tài chính của khách hàng. 
Bởi vì không phải khoản nợ nào của khách cũng sẽ được thu, các doanh nghiệp thường ước tính số tiền và ghi nhận chúng ở mục Dự phòng nợ khó đòi, xuất hiện trong bảng cân đối kế toán như tài khoản đối ứng bù đắp cho tổng các khoản phải thu. Khi các khoản phải thu không được thanh toán, một số công ty chuyển chúng cho bên thứ ba là công ty thu hồi nợ hoặc người được ủy quyền thu hồi nợ, những người sẽ cố gắng thu hồi khoản nợ thông qua kế hoạch đàm phán thanh toán, đề nghị giải quyết hoặc theo đuổi các hành động pháp lý khác.
Các khoản tạm ứng chưa thanh toán là một phần của khoản phải thu nếu một công ty nhận được đơn đặt hàng từ khách hàng với các điều khoản thanh toán đã được thỏa thuận trước. Do việc lập hóa đơn được thực hiện để đòi các khoản ứng trước nhiều lần nên phần phải thu này không được phản ánh trong các khoản phải thu. Lý tưởng nhất, vì việc thanh toán tạm ứng xảy ra trong thời hạn hai bên đã thỏa thuận, nên bộ phận tài khoản có trách nhiệm định kỳ lập bảng sao kê thể hiện khoản thu trước và phải được cung cấp cho bộ phận bán hàng & tiếp thị để thu tiền tạm ứng. Việc thanh toán các khoản phải thu được bảo vệ bằng thư tín dụng hoặc Bảo hiểm Tín dụng Thương mại.

## Phân tích các khoản phải thu theo tuổi nợ
Phân tích các khoản phải thu theo tuổi nợ, còn được gọi là Sổ công nợ được chia thành các loại gồm hiện tại, 30 ngày, 60 ngày, 90 ngày hoặc lâu hơn. Phân tích hoặc báo cáo thường được gọi là Bảng cân đối thử theo tuổi nợ. Khách hàng thường được liệt kê theo thứ tự bảng chữ cái hoặc theo số tiền chưa thanh toán, hoặc theo sơ đồ tài khoản của công ty. Số dư bằng không thường không được hiển thị.

## Ghi sổ
Trên bảng cân đối kế toán của một công ty, các khoản phải thu là số tiền mà các đơn vị bên ngoài công ty nợ công ty đó. Các khoản phải thu được phân loại như tài sản lưu động với giả định rằng chúng sẽ đến hạn thanh toán trong vòng một năm dương lịch hoặc năm tài chính. Để ghi nhận bút toán cho một tài khoản bán hàng, người ta phải ghi nợ một khoản phải thu và ghi có vào một tài khoản doanh thu. Khi khách hàng thanh toán các tài khoản của họ, người ta ghi nợ tiền mặt và ghi có khoản phải thu vào khoản mục bút toán. Số dư cuối kỳ ở bảng cân đối kế toán thử cho các khoản phải thu thường là ghi nợ.
Các tổ chức kinh doanh đã trở nên quá lớn để thực hiện các công việc đó bằng tay (hoặc các tổ chức nhỏ có thể nhưng không muốn làm bằng tay) nói chung sẽ sử dụng phần mềm kế toán trên máy tính để thực hiện công việc này.
Các công ty có sẵn hai phương pháp để đo lường giá trị ròng của các khoản phải thu, thường được tính bằng cách lấy tài khoản phải thu trừ đi số dư của tài khoản dự phòng.
Phương pháp đầu tiên là phương pháp dự phòng, phương pháp này tạo ra một tài khoản đối ứng, tài khoản dự phòng nợ khó đòi, hoặc dự phòng nợ phải thu khó đòi, có ảnh hưởng đến việc giảm số dư của các khoản phải thu. Số dự phòng nợ phải thu khó đòi có thể được tính theo theo hai cách, hoặc (1) kiểm tra từng khoản nợ riêng lẻ và quyết định xem đó có phải khó đòi (một khoản dự phòng cụ thể); hoặc (2) cung cấp một tỷ lệ phần trăm cố định (ví dụ 2%) cho tất cả các con nợ (một khoản dự phòng chung). Những thay đổi trong dự phòng phải thu khó đòi qua từng năm được phản ánh vào tài khoản chi phí nợ xấu của báo cáo kết quả hoạt động kinh doanh.
Phương pháp dự phòng có thể được tính bằng cách sử dụng phương pháp báo cáo kết quả hoạt động kinh doanh, dựa trên tỷ lệ phần trăm doanh thu tín dụng ròng; Phương pháp tiếp cận bảng cân đối kế toán, dựa trên bản liệt kê aging, trong đó các khoản nợ của một độ tuổi nhất định được phân loại theo rủi ro hoặc kết hợp cả hai.
Phương pháp thứ hai là phương pháp xóa sổ trực tiếp khoản phải thu khó đòi. Phương pháp này đơn giản hơn so với phương pháp dự phòng vì nó cho phép một bút toán đơn giản giảm các khoản phải thu về giá trị thuần có thể thực hiện được. Mục nhập bao gồm ghi nợ tài khoản chi phí nợ xấu và ghi có vào tài khoản phải thu tương ứng trong sổ cái bán hàng. Phương pháp xóa sổ trực tiếp khoản phải thu khó đòi không được phép theo các Nguyên tắc Kế toán được chấp nhận chung (GAAP). 
Hai phương pháp này không loại trừ lẫn nhau, và một số doanh nghiệp cũng sẽ trích lập dự phòng cho các khoản nợ khó đòi, xóa bỏ các khoản nợ cụ thể mà họ biết là khó đòi (ví dụ, khi con nợ bị phát mại).

## Sử dụng đặc biệt
Các công ty có thể sử dụng tài khoản phải thu của mình như tài sản thế chấp khi vay vốn (cho vay dựa trên tài sản). Họ cũng có thể bán chúng cho bao thanh toán hoặc trên sàn giao dịch. Danh mục đầu tư của các khoản phải thu có thể được bán cho bên thứ ba thông qua chứng khoán hóa.
Đối với mục đích báo cáo thuế, một khoản dự phòng chung cho các khoản nợ phải thu khó đòi không phải là khoản khấu trừ được phép từ lợi nhuận - một doanh nghiệp chỉ có thể cứu trợ cho những con nợ cụ thể đã trở nên khó đòi. Tuy nhiên, với mục đích báo cáo tài chính, các công ty có thể chọn trích lập dự phòng chung đối với các khoản nợ xấu phù hợp với kinh nghiệm thanh toán của khách hàng trong quá khứ, để tránh ghi quá nhiều các khoản nợ phải trả trong bảng cân đối kế toán.

### Các loại kế toán khác
- Các khoản phải trả
- Bảng lương
- Bảng cân đối thử